# Bataille de Troina
Seconde Guerre mondiale 
 Campagne d'Italie
La bataille de Troina est livrée du 31 juillet au 6 août 1943 à la suite du débarquement allié en Sicile (Opération Husky). Le IIe Corps (appartenant à la 7e armée américaine) commandé par le général Omar Bradley engage les forces germano-italiennes à Troina dans le centre de la Sicile le long des montagnes Caronie. La bataille s'est concentrée autour des nombreuses collines et montagnes environnant Troina que les Allemands avaient fortifiées et utilisées comme bases pour mener des tirs directs et indirects contre la tête de pont alliée établie plus au sud.

## Contexte
Le 29 juillet 1943, après 20 jours de combat, il devient clair pour le haut-commandement allié que la libération de la Sicile touche à sa fin et 80 000 à 100 000 troupes américaines et britanniques se préparent à briser la ligne Etna tenue par les forces de l'Axe. Le commandant la 7e Armée américaine, le général George Patton ordonne aux 1re et 9e divisions d'infanterie d'attaquer Troina. Les généraux Omar Bradley (commandant du IIe Corps américain) et Patton donnent l'ordre aux deux divisions de se retirer de la ligne une fois Troina tombée. Troina est considérée comme l'un des bastions de la ligne de défense de l'Axe. Il est défendu par la 15e division de Panzergrenadiers commandée par le generalleutnant Eberhard Rodt et par quatre bataillons de la 28e division d'infanterie Aoste du General di Divisione Giacomo Romano. Les forces de l'Axe, ayant creusé de profondes tranchées ont une vision claire des mouvements des soldats alliés, ce qui n'est pas le cas dans le sens inverse.

## Ordre de bataille

### Alliés
- IIe Corps américain
  - 1re division d'infanterie (1st Infantry Division)
    - 16e régiment d'infanterie (16th Infantry Regiment)
    - 18e régiment d'infanterie (18th Infantry Regiment)
    - 26e régiment d'infanterie (26th Infantry Regiment)

  - 9e division d'infanterie (9th Infantry Division)
    - 39e régiment d'infanterie (39th Infantry Regiment)
    - 60e régiment d'infanterie (60th Infantry Regiment)

  - 4e Groupe de Goumiers marocains (France libre)
  - 91e escadron de cavalerie de reconnaissance (91st Cavalry Reconnaissance Squadron)

### Axe
- 15e division de Panzergrenadiers (Allemagne)
- 28e division d'infanterie Aosta (Italie)

## Déroulement
Le 31 juillet 1943, le 39e régiment d'infanterie (formation de la 9e division rattachée temporairement à la 1re division tente une attaque mais est repoussée par les Allemands. Dès lors, Bradley et le major-général Terry de la Mesa Allen (commandant la 1re division) planifie une attaque massive dans le but de prendre la ville. Les jours suivant, les hommes de la 1re division appuyés par des éléments de la 9e division et par un bataillon franco-marocain et 165 pièces d'artillerie (9 bataillons de'obusiers de 105 mm, 6 bataillons d'obusiers de 155 mm et 1 bataillon de canons de 155 mm Long Tom) sont mobilisés afin de venir à bout des défenseurs tenaces. Le contrôle des montagnes et collines change souvent de mains, les Allemands et Italiens menant plusieurs contre-attaques dont une (exécutée par le 1er bataillon Gianquinto du Lieutenant-Colonel Giuseppe) qui résultera en la prise de 40 prisonniers de guerre américains.
Le 26e régiment d'infanterie du colonel John Bowen, expérimenté, doit déborder Troina en saisissant le Monte Basilio deux miles au nord de la ville. De là, le régiment serait positionné pour couper la retraite des forces de l'Axe. Bowen fait déplacer ses hommes avant le 2 août soutenus par le feu d'un bataillon d'obusiers de 155 mm, de 4 bataillons de 105 mm obusiers et de canons de 155 mm Long Tom. Malgré la couverture de l'artillerie, l'artillerie allemande réplique et le terrain difficile car montagneux limite l'avance du régiment à un demi-mile. Le lendemain matin, un des bataillons du régiment perd contact avec les autres bataillons dans le terrain accidenté et erre inutilement le reste de la journée. Un deuxième bataillon atteint le Monte Basilio avec relativement peu de difficulté, pour être pilonné par l'artillerie de l'Axe dirigée depuis les collines voisines. Le 115e Régiment Panzergrenadier lance une offensive avortée pour reprendre les montagnes ; ils sont repoussés par des tirs de mitrailleuse alliés.
Entre le 4 et le 6 août, les troupes positionnées sur le Monte Basilio sont clouées au sol par des tirs d'artillerie allemands. Déterminés à tenir Troina aussi longtemps que possible, les Allemands réagissent vivement à la menace du 26e Régiment de neutraliser leur ligne de communication. La pression exercée par les Allemands coupe par ailleurs le contact entre les soldats ayant pris position sur le Monte Basilio du reste de la 1re division, et les tentatives de les réapprovisionner aériennes ne réussissent que partiellement. Le 5 août vivres et munitions se font rares et le régiment avait enregistré des pertes, ne disposant plus que de 17 hommes opérationnels au combat.
C'est à ce moment que l'infanterie allemande attaque à nouveau, déclenchant une autre vague de combats acharnés. Pendant la bataille, le private James W. Reese fait déplacer son équipe de mortier à une position à partir de laquelle il pourrait effectivement engager l'infanterie allemande progressant. L'équipe maintient un feu nourri sur les attaquants jusqu'à ce qu'elle commence à manquer de munitions. Avec seulement trois obus de mortier restants, Reese neutralise une mitrailleuse allemande. Dans une action héroïque, il continue d'engager les unités ennemies avec son fusil avant d'être tué par un barrage d'artillerie allemand. Grâce aux efforts d'hommes comme Reese, le 26e a pu tenir sa position. Les États-Unis ont par ailleurs reconnu l'héroïsme de Reese à titre posthume en lui décernant la Medal of Honor.
Les Allemands évacuent Troina tard dans la nuit. Sous la pression des forces américaines dans tout le secteur de Troina et incapable de déloger le 26e de sa position menaçant sa ligne de retraite, le général Hube fait battre en retraite la 15e division de Panzergrenadiers vers Randazzo. Comme la 9e Division d'infanterie prend sa poursuite, la 1re division se retire pour un repos bien mérité.
Alors que la 1re division d'infanterie lutte pour la prise de Troina, la 3e Division du général Truscott rencontre également de la résistance à San Fratello, à l'extrémité nord de la ligne Etna, tenue par la 29e division de Panzergrenadiers et par la 26e division d'infanterie italienne Assietta,, qui avaient été attribués à la section la plus exposée de la ligne et s'étaient retranchés sur une crête surplombant la route côtière. Truscott tente à plusieurs reprises de défaire l'ennemi à partir du 3 août mais ne parvient pas à gagner beaucoup de terrain. Dans la nuit du 7-8 août, tandis que le 3e bataillon du 15e régiment d'infanterie et le 3e bataillon du 30e régiment d'infanterie s'emparent d'une colline le long de la ligne San Fratello, le lieutenant-colonel Lyle Bernard dirige le 2e bataillon du 30e régiment d'infanterie, renforcé par deux batteries du 58e bataillon blindé d'artillerie de campagne, un peloton de chars moyens, et un peloton d'ingénieurs de combat, dans un débarquement amphibie à Sant'Agata, à quelques miles derrière San Fratello. Grâce à l'effet de surprise, la force d'assaut amphibie bloque rapidement la route côtière. Les Allemands se retirent de San Fratello dans la soirée sans en aviser les défenseurs italiens mais la plupart de leurs troupes sont parvenues à battre en retraite sur la ligne Bernard au moment où les Américains sont arrivés. L'offensive combinée de la 3e division d'infanterie aura néanmoins permis la capture de 1 000 prisonniers de guerre germano-italiens.

## Conséquences
La pression des Alliés dans le secteur de Troina permit de percer la ligne Etna, sans que cette victoire ne pût être exploitée à grande échelle. Du fait du terrain contraignant et doté d'un approvisionnement apparemment inépuisable de mines, le général Hube fait battre en retraite son XIVe Panzer Corps vers Messine.
Patton tente une nouvelle fois de neutraliser la 29e division de Panzergrenadiers le 11 août, envoyant le colonel Bernard dans le dos de son dispositif, à Brolo. Bien que ses hommes aient conservé un effet surprise, ils se sont révélés être trop inférieurs numériquement pour pouvoir prendre les Allemands en tenaille avec les forces de Tuscott, et le gros de la 29e division parviendra à s'échapper.